# Úžice, Mělník
Úžice là một làng thuộc huyện Mělník, vùng Středočeský, Cộng hòa Séc.